# Nati nel 1935/Dicembre
| Questa pagina contiene informazioni ricavate automaticamente dalle voci biografiche con l'ausilio del template Bio e di un bot. L'aggiornamento è periodico e automatico e ricostruisce completamente la pagina. Se manca una persona in questa lista, sei pregato di non aggiungerla, ma accertati piuttosto che la sua voce biografica contenga il template Bio e che i dati anagrafici siano correttamente compilati. Se il template Bio manca, inseriscilo tu stesso o, in alternativa, metti l'avviso {{tmp\|Bio}} che ne segnala la mancanza. Se i dati riportati sono sbagliati, correggi direttamente la voce biografica; le modifiche saranno visibili in questa lista entro pochi giorni. Per chiarimenti vedi il progetto biografie. La lista contiene solo le 175 persone che sono citate nell'enciclopedia e per le quali è stato implementato correttamente il template Bio. Pagina aggiornata al 10 ago 2025. |

- 1º dicembre - Viktor Petrovyč Brjuchanov, ingegnere elettrico sovietico († 2021)
- 1º dicembre - Rog Christian, hockeista su ghiaccio statunitense († 2011)
- 1º dicembre - Muriel Costa-Greenspon, mezzosoprano statunitense († 2005)
- 1º dicembre - Gabriele Crisanti, produttore cinematografico, regista e sceneggiatore italiano († 2010)
- 1º dicembre - Giuseppe Decollanz, dirigente pubblico, educatore e scrittore italiano († 2012)
- 1º dicembre - John Devine, calciatore scozzese († 2020)
- 1º dicembre - Kurt Donsbach, farmacologo statunitense († 2021)
- 1º dicembre - Vittorio Emiliani, giornalista, scrittore e saggista italiano
- 1º dicembre - Étienne Nguyễn Như Thể, arcivescovo cattolico vietnamita († 2024)
- 1º dicembre - Concetto Pozzati, pittore italiano († 2017)
- 1º dicembre - Amedeo Tommasi, pianista italiano († 2021)
- 2 dicembre - Nicolae Labiș, poeta rumeno († 1956)
- 2 dicembre - Leonardo Mazzoli, pilota motonautico italiano († 1972)
- 2 dicembre - Ljubomir Simović, scrittore jugoslavo († 2025)
- 3 dicembre - Arnaldo Di Maria, ciclista su strada italiano († 2011)
- 3 dicembre - Eddie Bernice Johnson, politica e infermiera statunitense († 2023)
- 3 dicembre - Guido Manusardi, pianista e compositore italiano
- 3 dicembre - Tony Mordente, ballerino, coreografo e regista televisivo statunitense († 2024)
- 3 dicembre - Maria Rita Saulle, giurista italiana († 2011)
- 4 dicembre - Renzo Barzizza, montatore, regista televisivo e produttore cinematografico italiano († 2024)
- 4 dicembre - Andréa Parisy, attrice francese († 2014)
- 4 dicembre - Noel Peyton, calciatore irlandese († 2023)
- 5 dicembre - Andrej Abramov, pugile sovietico († 1995)
- 5 dicembre - Marise Chamberlain, mezzofondista neozelandese († 2024)
- 5 dicembre - Vittorio Mascalchi, pittore italiano († 2010)
- 5 dicembre - Étienne Sansonetti, calciatore francese († 2018)
- 5 dicembre - Jurij Vlasov, sollevatore, scrittore e politico sovietico († 2021)
- 5 dicembre - Elżbieta Wężyk, ex cestista polacca
- 6 dicembre - Domenico Acanfora, giocatore di biliardo italiano († 2020)
- 6 dicembre - Miklós Boháty, cestista ungherese († 1983)
- 6 dicembre - Enrico Dalfino, politico italiano († 1994)
- 6 dicembre - Manfred Ebert, calciatore tedesco († 2003)
- 6 dicembre - Nicola Gravina, ex calciatore brasiliano
- 6 dicembre - Héctor Hernández García, allenatore di calcio e calciatore messicano († 1984)
- 6 dicembre - Romolo Parodi, pallanuotista e allenatore di pallanuoto italiano († 2025)
- 6 dicembre - Nicoletta Persi, ex cestista italiana
- 6 dicembre - Kyllikki Saari, finlandese († 1953)
- 6 dicembre - Wang Hongwen, politico cinese († 1992)
- 7 dicembre - Veronica Antal, beata rumena († 1958)
- 7 dicembre - Jiří Čadek, calciatore cecoslovacco († 2021)
- 7 dicembre - Jean-Claude Casadesus, direttore d'orchestra francese
- 7 dicembre - Hanspeter Lanig, sciatore alpino e allenatore di sci alpino tedesco († 2022)
- 7 dicembre - Ligia Lezama, scrittrice, sceneggiatrice e autrice televisiva venezuelana († 2018)
- 7 dicembre - Luigi Lombardini, magistrato italiano († 1998)
- 7 dicembre - Nick Mantis, cestista statunitense († 2017)
- 7 dicembre - Armando Manzanero, cantautore, compositore e musicista messicano († 2020)
- 7 dicembre - Hildegard Ochse, fotografa tedesca († 1997)
- 8 dicembre - Alaíde Costa, cantante e cantautrice brasiliana
- 8 dicembre - Günter Hirschmann, calciatore tedesco orientale († 2023)
- 8 dicembre - Nicola Saponaro, drammaturgo italiano († 2015)
- 8 dicembre - Vitalij Sorokin, nuotatore sovietico († 1995)
- 8 dicembre - Hans-Jürgen Syberberg, regista teatrale, regista cinematografico e sceneggiatore tedesco
- 8 dicembre - Tat'jana Zatulovskaja, scacchista israeliana († 2017)
- 9 dicembre - Masayo Aoki, ex nuotatrice giapponese
- 9 dicembre - Silvia Guidi, cantante italiana
- 9 dicembre - Bill Hay, hockeista su ghiaccio e dirigente sportivo canadese († 2024)
- 9 dicembre - Noel Price, ex hockeista su ghiaccio canadese
- 9 dicembre - Diego Ronchini, ciclista su strada italiano († 2003)
- 9 dicembre - Toni Santagata, cantautore, cabarettista e conduttore radiofonico italiano († 2021)
- 9 dicembre - Dragan Tomić, politico serbo († 2022)
- 10 dicembre - Vincenzo Celano, scrittore e divulgatore scientifico italiano
- 10 dicembre - Jaromil Jireš, regista e sceneggiatore ceco († 2001)
- 10 dicembre - Benjamin Lev, attore libanese
- 10 dicembre - Fabio Maravalle, politico italiano († 2011)
- 10 dicembre - Shūji Terayama, regista, poeta e drammaturgo giapponese († 1983)
- 11 dicembre - Amaury Antônio Pasos, cestista brasiliano († 2024)
- 11 dicembre - Ron Carey, attore statunitense († 2007)
- 11 dicembre - Tina Gloriani, attrice, scultrice e pittrice italiana († 2024)
- 11 dicembre - Francisco Lojacono, allenatore di calcio e calciatore argentino († 2002)
- 11 dicembre - James G. Martin, politico, chimico e docente statunitense
- 11 dicembre - Pranab Mukherjee, politico indiano († 2020)
- 11 dicembre - Ferdinand Alexander Porsche, ingegnere, progettista e manager tedesco († 2012)
- 11 dicembre - Elmer Vasko, hockeista su ghiaccio canadese († 1998)
- 12 dicembre - Giorgio Perversi, allenatore di calcio e ex calciatore italiano
- 13 dicembre - Nuccia Belletti, attrice italiana († 1971)
- 13 dicembre - Romano Bernard, ex calciatore italiano
- 13 dicembre - Luciano Caramel, critico d'arte e storico dell'arte italiano († 2022)
- 13 dicembre - Maurizio Dardano, linguista e filologo italiano
- 13 dicembre - Eyvindur P. Eiríksson, scrittore islandese († 2010)
- 13 dicembre - Adélia Prado, poetessa, docente e filosofa brasiliana
- 13 dicembre - Mario Richter, critico letterario italiano
- 13 dicembre - Kenneth Ring, psicologo statunitense
- 13 dicembre - Türkan Saylan, medico e attivista turca († 2009)
- 13 dicembre - Alan Warren, ex velista britannico
- 14 dicembre - Alberto Aiardi, politico italiano († 2012)
- 14 dicembre - Lewis Arquette, attore statunitense († 2001)
- 14 dicembre - Barbara Leigh-Hunt, attrice britannica († 2024)
- 14 dicembre - Giulio Oberhammer, hockeista su ghiaccio italiano († 2009)
- 14 dicembre - Lee Remick, attrice statunitense († 1991)
- 14 dicembre - Arvo Valton, scrittore, sceneggiatore e politico estone († 2024)
- 15 dicembre - Franco Bruna, fumettista e illustratore italiano († 2014)
- 15 dicembre - Claudio Cintoli, artista, pittore e scenografo italiano († 1978)
- 15 dicembre - Jim Iley, allenatore di calcio e calciatore inglese († 2018)
- 15 dicembre - Usha Mangeshkar, cantante indiana
- 15 dicembre - Jo Ann Marlowe, attrice statunitense († 1991)
- 15 dicembre - Yvonne Monlaur, attrice francese († 2017)
- 15 dicembre - Giuseppe Pastore, pittore, scenografo e regista italiano († 1999)
- 16 dicembre - Helēna Bitnere, ex cestista sovietica
- 16 dicembre - Svetlana Družinina, attrice, regista e sceneggiatrice sovietica
- 16 dicembre - Nikos Sampson, giornalista, politico e guerrigliero cipriota († 2001)
- 16 dicembre - Mel Shapiro, regista teatrale, paroliere e librettista statunitense († 2024)
- 17 dicembre - Paul Chillan, calciatore francese († 2021)
- 17 dicembre - Giorgio Cian, giurista italiano († 2022)
- 18 dicembre - Malcolm Kirk, wrestler britannico († 1987)
- 18 dicembre - Rosemary Leach, attrice britannica († 2017)
- 18 dicembre - Antonio Mastrogiacomo, politico italiano († 2022)
- 18 dicembre - Arnaldo Ninchi, attore e regista teatrale italiano († 2013)
- 19 dicembre - Syd Field, sceneggiatore statunitense († 2013)
- 19 dicembre - Luis Landriscina, attore e scrittore argentino
- 19 dicembre - Bobby Timmons, pianista e compositore statunitense († 1974)
- 19 dicembre - Gary Vaughn, sciatore alpino e allenatore di sci alpino statunitense († 2015)
- 20 dicembre - Carlos d'Alessio, compositore argentino († 1992)
- 20 dicembre - Valerio Lazarov, produttore televisivo rumeno († 2009)
- 20 dicembre - Guy Van Sam, calciatore francese († 2024)
- 21 dicembre - John G. Avildsen, regista, montatore e direttore della fotografia statunitense († 2017)
- 21 dicembre - Lorenzo Bandini, pilota automobilistico italiano († 1967)
- 21 dicembre - Rinchen Barsbold, paleontologo e geologo mongolo
- 21 dicembre - Phil Donahue, conduttore televisivo, conduttore radiofonico e produttore cinematografico statunitense († 2024)
- 21 dicembre - Günter Jäger, ex calciatore tedesco
- 21 dicembre - Larry Peccatiello, allenatore di football americano statunitense
- 21 dicembre - Annie Prugneau, cestista francese († 2024)
- 21 dicembre - Edward Schreyer, diplomatico e politico canadese
- 21 dicembre - Kurt Seiffert, canottiere statunitense
- 21 dicembre - Delphine Zanga Tsogo, politica, scrittrice e attivista camerunese († 2020)
- 22 dicembre - Pippo Caruso, direttore d'orchestra, arrangiatore e compositore italiano († 2018)
- 22 dicembre - Paola Paternoster, discobola, giavellottista e pesista italiana († 2018)
- 22 dicembre - Paulo Rocha, regista cinematografico, sceneggiatore e attore portoghese († 2012)
- 23 dicembre - Hans-Georg Anscheidt, pilota motociclistico tedesco
- 23 dicembre - Paul Hornung, giocatore di football americano statunitense († 2020)
- 23 dicembre - Esther Phillips, cantante statunitense († 1984)
- 24 dicembre - Aristide Canosani, politico e dirigente d'azienda italiano
- 24 dicembre - Väinö Huhtala, fondista e canottiere finlandese († 2016)
- 24 dicembre - Peter Thangaraj, militare e calciatore indiano († 2008)
- 24 dicembre - Antonio Rodotà, ingegnere e dirigente d'azienda italiano († 2006)
- 25 dicembre - Albín Brunovský, pittore, grafico e illustratore slovacco († 1997)
- 25 dicembre - Amaury Epaminondas, calciatore brasiliano († 2016)
- 25 dicembre - Umberto Gandini, traduttore, giornalista e scrittore italiano († 2021)
- 25 dicembre - Samira Tewfik, cantante e attrice libanese
- 25 dicembre - Nils Jensen, calciatore danese († 2010)
- 25 dicembre - Donald Norman, psicologo e ingegnere statunitense
- 25 dicembre - Augusto Palmonari, medico e psicologo italiano († 2016)
- 25 dicembre - Susana Rinaldi, cantante e attrice argentina
- 25 dicembre - Anne Roiphe, giornalista, scrittrice e conduttrice televisiva statunitense
- 25 dicembre - Sadiq al-Mahdi, politico sudanese († 2020)
- 26 dicembre - Bill Brack, ex pilota automobilistico canadese
- 26 dicembre - Viorica Cortez, mezzosoprano romeno
- 26 dicembre - Germano De Cinque, politico italiano († 2019)
- 26 dicembre - Gnassingbé Eyadéma, militare e politico togolese († 2005)
- 26 dicembre - Leo-Ferdinand Graf Henckel von Donnersmarck, storico, pubblicista e imprenditore tedesco († 2009)
- 26 dicembre - Ralé Rašić, allenatore di calcio e calciatore jugoslavo († 2023)
- 26 dicembre - Moisés Solana, pilota automobilistico messicano († 1969)
- 27 dicembre - Santino Ciceri, calciatore italiano († 2024)
- 27 dicembre - Tony Del Monaco, cantante italiano († 1993)
- 27 dicembre - Derek Weddle, calciatore inglese († 2023)
- 28 dicembre - Bruno Alessandro, doppiatore, direttore del doppiaggio e attore italiano
- 28 dicembre - Michel Arpin, sciatore alpino e allenatore di sci alpino francese († 2015)
- 28 dicembre - William Bassett, attore statunitense († 2025)
- 28 dicembre - Cirillo Bonora, politico italiano
- 28 dicembre - Robert L. Holmes, filosofo statunitense
- 28 dicembre - Ary Ventura Vidal, allenatore di pallacanestro brasiliano († 2013)
- 29 dicembre - Roberto Lasagna, politico italiano
- 29 dicembre - Evgenij Rejn, poeta e critico letterario russo
- 30 dicembre - Manuel Aaron, scacchista indiano
- 30 dicembre - Franca Aldrovandi, cantante, conduttrice radiofonica e conduttrice televisiva italiana
- 30 dicembre - Omar Bongo, politico gabonese († 2009)
- 30 dicembre - Bruno Canino, pianista, clavicembalista e compositore italiano
- 30 dicembre - Antal Kiss, marciatore ungherese († 2021)
- 30 dicembre - Sandy Koufax, ex giocatore di baseball statunitense
- 30 dicembre - Jack Riley, attore e doppiatore statunitense († 2016)
- 31 dicembre - Onorato Castellino, economista italiano († 2007)
- 31 dicembre - Glenn Leedy, attore statunitense († 2004)
- 31 dicembre - Riccardo Miniggio, comico, cabarettista e attore italiano
- 31 dicembre - Mario Moreno, calciatore cileno († 2005)
- 31 dicembre - Ron Northcott, giocatore di curling canadese († 2023)
- 31 dicembre - Salman dell'Arabia Saudita, sovrano e politico saudita